# 严永清
严永清（1934年7月—），男，汉族，江苏无锡人，中国中西医结合、中药学家，曾任中国药科大学副校长、教授。